# Liam Smith
Liam Smith est un boxeur anglais né le 27 juillet 1988 à Liverpool.

## Carrière
Champion britannique des poids super-welters en 2013 et 2014, il remporte le titre vacant de champion du monde WBO de la catégorie le 10 octobre 2015 en battant par arrêt de l'arbitre à la 7e reprise John Thompson. Smith conserve son titre le 19 décembre suivant en battant par jet de l'éponge à la septième reprise son compatriote Jimmy Kelly puis Predrag Radosevic le 4 juin 2016 par KO au 2e round. Il est en revanche battu par KO au 9e round le 17 septembre 2016 par Canelo Álvarez puis contre le nouveau champion WBO des poids super-welters, Jaime Munguia, le 21 juillet 2018.